# 景仲光
景仲光（1483年—？），字文華，河南河南府偃師縣人，民籍，明朝政治人物。

## 生平
河南鄉試第五十四名舉人。正德十六年（1521年）中式辛巳科會試第二百三十三名，登第三甲第九十四名進士。嘉靖元年（1522年）二月選授江西道監察御史。七年四月升廣東按察司佥事。

## 家族
曾祖景溫；祖父景芳，曾任壽官；父景端，母張氏。嚴侍下。弟景仲顯。